# اچ‌ام‌اس ترافالگار (۱۸۴۱)
اچ‌ام‌اس ترافالگار (۱۸۴۱) (به انگلیسی: HMS Trafalgar (1841)) یک کشتی بود که طول آن ۲۰۵ فوت ۵٫۵ اینچ (۶۲٫۶۲۴ متر) بود. این کشتی در سال ۱۸۴۱ ساخته شد.